# PGA Kampioenschap (Thailand)
Het PGA Kampioenschap van Thailand is een jaarlijks golfkampioenschap van de leden van de Thaise PGA.
De PGA van Thailand werd in 1968 opgericht als de Golf Teachers Association. In 1989 verzocht de voorzitter van de GTA de naam te mogen veranderen in Thai Professional Golf Association. Er was bezwaar tegen het woord THAI in de naam, dit werd pas in 1996 toegestaan. In 2001 werd de huidige naam ingevoerd, PGA of Thailand. 
Eén van de taken van de PGA of Thailand is het organiseren van toernooien, w.o. het PGA Kampioenschap. Dit telt in 2008 mee voor de Aziatische PGA Tour.

## Winnaars
Onder meer:
- 1989:  Hla Han Kyi
- 1995:  Jeev Milkha Singh
- 1996:  Thammanoon Srirot

Singha Thailand PGA Championship
- 2008:  Joong-kyung Mo